# Marc Alaimo
Marc Alaimo (Milwaukee, Wisconsin, Estados Unidos; 5 de mayo de 1942) es un actor americano, conocido por Total Recall (1990), Tango y Cash (1989) y por la serie conocida Star Trek: Deep Space Nine (1993–1999).

## Carrera
Al principio atendió la Universidad Marquette, donde se juntó a una empresa de teatro. Más tarde Alaimo se mudó a Nueva York para poder perseguir una carrera profesional al respecto. Empezó su carrera como actor en televisión en 1970. Con el tiempo ganó una reputación en interpretar el papel de villano en televisión y cine. Se volvió famoso, cuando interpretó el papel del villano principal de Star Trek: Deep Space Nine, Gul Dukat.

## Vida personal
Alaimo se casó dos veces y se divorció de ambas esposas. Tuvo un hijo con cada una de ellas

## Filmografía (Selección)

### Películas
| Año  | Título             | Personaje     | Notas                  |
| ---- | ------------------ | ------------- | ---------------------- |
| 1976 | Helter Skelter     | Phil Cohen    | película de televisión |
| 1984 | Tierra sin hombres | Clay Allison  | película de televisión |
| 1989 | Arena              | Rogor         | película para vídeo    |
| 1989 | Tango y Cash       | Lopez         |                        |
| 1990 | Total Recall       | Everett       |                        |
| 1992 | Arenas movedizas   | Harold Towers | película de televisión |

### Series
| Año       | Título                     | Personaje     | Notas        |
| --------- | -------------------------- | ------------- | ------------ |
| 1985–1987 | Hill Street Blues          | Gene Scapizzi | 8 episodios  |
| 1993–1999 | Star Trek: Deep Space Nine | Gul Dukat     | 35 episodios |